# Test White’a
Test White’a – test pozwalający zbadać, czy wariancja reszt w
modelu jest stała, tzn. czy składnik losowy jest homoskedastyczny. Test został zaproponowany przez Halberta White’a w artykule z 1980 roku. Szczególnym przypadkiem testu White’a jest test RESET Ramseya wykorzystywany do testowania poprawności formy funkcyjnej modelu.

## Oznaczenia
Rozważamy model postaci
{\displaystyle Y=X\beta +\varepsilon ,}
gdzie {\displaystyle Y} jest wektorem zaobserwowanych wielkości zmiennej objaśnianej, {\displaystyle X=(X_{1},\dots ,X_{n})^{T}} jest macierzą wymiaru {\displaystyle n\times K} zawierającą zaobserwowane wielkości zmiennych objaśniających, zaś {\displaystyle \varepsilon =(\varepsilon _{1},\dots ,\varepsilon _{n})^{T}} jest wektorem błędów losowych. Oznaczmy:
- {\displaystyle M_{n}={\frac {1}{n}}\sum _{i=1}^{n}\mathbb {E} (X_{i}^{T}X_{i}),}
- {\displaystyle V_{n}={\frac {1}{n}}\sum _{i=1}^{n}\mathbb {E} (\varepsilon _{i}^{2}X_{i}^{T}X_{i}),}
- {\displaystyle \Psi _{i}} niech będzie wektorem zawierającym elementy z dolnego trójkąta macierzy {\displaystyle X_{i}^{T}X_{i},}
- {\displaystyle {\bar {\Psi }}_{n}} niech będzie wektorem zawierającym elementy z dolnego trójkąta macierzy {\displaystyle M_{n},}
- {\displaystyle B_{n}={\frac {1}{n}}\sum _{i=1}^{n}\mathbb {E} ([\varepsilon _{i}^{2}-\sigma ^{2}(\varepsilon _{i})]^{2}(\Psi _{i}-{\bar {\Psi }}_{n})^{T}(\Psi _{i}-{\bar {\Psi }}_{n})).}

## Założenia
Zakładamy, że istnieją stałe {\displaystyle \delta ,\Delta >0,} takie że:
- {\displaystyle \det M_{n},\det V_{n},\det B_{n}>\delta } dla dostatecznie dużych {\displaystyle n,}
- {\displaystyle \mathbb {E} |\varepsilon ^{4}|^{1+\delta }<\Delta } dla {\displaystyle i=1,\dots ,n,}
- {\displaystyle \mathbb {E} |X_{ij}X_{ik}X_{il}X_{im}|^{1+\delta }<\Delta } dla {\displaystyle i=1,\dots ,n} oraz {\displaystyle j,k,l=1,\dots ,K,}
- {\displaystyle {\frac {1}{n}}\det \sum _{i=1}^{n}\mathbb {E} ([\varepsilon _{i}^{2}-\sigma ^{2}(\varepsilon _{i})]^{2})>\delta } dla dostatecznie dużych {\displaystyle n.}

Zakładamy ponadto
- {\displaystyle \mathbb {E} |\varepsilon _{i}|^{4}=\mu _{4}} dla {\displaystyle i=1,\dots ,n}

## Testowane hipotezy
Hipoteza zerowa {\displaystyle H_{0}{:}}
- składnik losowy {\displaystyle \varepsilon } jest homoskedastyczny,
- zmienne objaśniające są nieskorelowane z zaburzeniem losowym,
- forma funkcyjna modelu jest prawidłowa.

{\displaystyle H_{1}{:}} {\displaystyle H_{0}} jest nieprawdziwa

## Opis działania
1. Estymujemy wyjściowy model {\displaystyle Y=X\beta +\varepsilon } i zapamiętujemy wektor reszt {\displaystyle {\hat {\varepsilon }}.}
2. Przeprowadzamy regresję liniową zmiennej {\displaystyle {\hat {\varepsilon }}^{2}} na stałej oraz zmiennych {\displaystyle \Psi _{1},\dots ,\Psi _{\frac {K(K+1)}{2}}} (tzn. na stałej, kwadratach zmiennych objaśniających oraz wszystkich mieszanych iloczynach zmiennych objaśniających), uzyskując współczynnik determinacji {\displaystyle R^{2}.} Przy założeniu {\displaystyle H_{0}} statystyka {\displaystyle nR^{2}} ma rozkład {\displaystyle \chi _{K(K+1)/2}^{2}} (zob. rozkład chi kwadrat).
3. Obliczamy wielkość statystyki {\displaystyle nR^{2}} i na tej podstawie weryfikujemy hipotezę {\displaystyle H_{0}} (zob. weryfikacja hipotez statystycznych).